# Stazione di Walthamstow Queen's Road
La stazione di Walthamstow Queen's Road è una stazione ferroviaria della linea Gospel Oak-Barking situata nel quartiere di Walthamstow, facente parte del borgo londinese di Waltham Forest.

## Storia

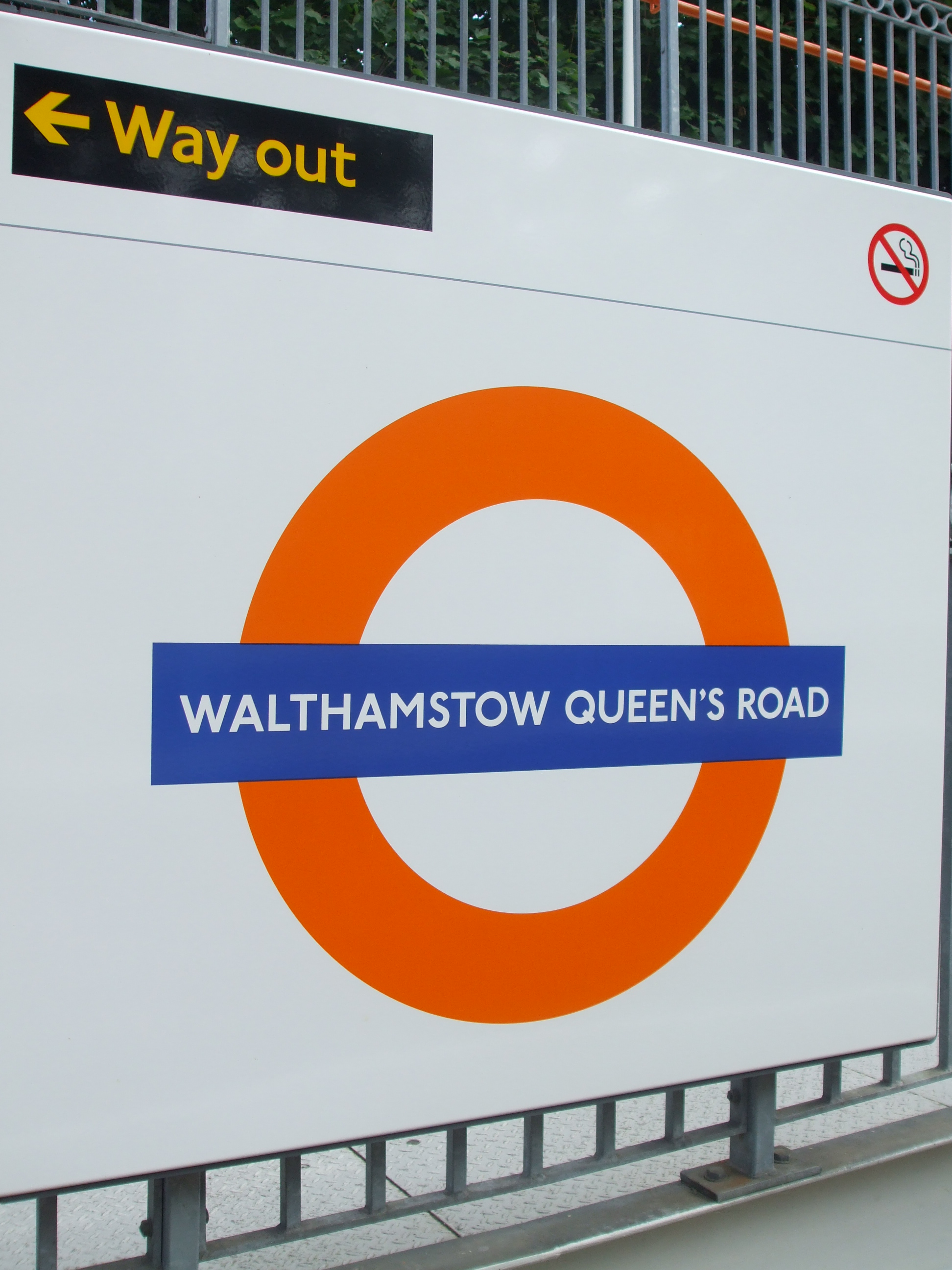
Roundel sulla piattaforma della stazione

La stazione fu aperta come Walthamstow il 9 luglio 1894, sulla Tottenham and Forest Gate Railway, una linea ferroviaria che andava da South Tottenham fino a Wanstead Park (successivamente prolungata fino a Woodgrange Park). In seguito fu amalgamata con la Tottenham and Forest Gate Railway su un percorso che si stabilizzò sulla tratta da Kentish Town a Barking.
Fu rinominata Walthamstow Queen's Road il 6 maggio 1968, presumibilmente per evitare confusione con la vicina stazione di Walthamstow Central, che fino all'apertura della linea Victoria era denominata Hoe Street. La scelta del nuovo nome è curiosa, dato che Queens Road si trova a una certa distanza dalla stazione, che ha ingressi su Edinburgh Road e su Exeter Road.
Walthamstow Queen's Road è passata sotto il controllo della London Overground, insieme al resto della ferrovia Gospel Oak-Barking, nel novembre 2007.
Walthamstow Queen's Road si trova a circa 300 metri dalla stazione di Walthamstow Central, con la quale è permesso l'interscambio. In seguito a una campagna di un comitato di cittadini locali, durata molti anni, un sentiero pedonale diretto fra le due stazioni, che porta a un nuovo ingresso su Exeter Road, è stato aperto nell'agosto 2014 ed è stato denominato Ray Dudley Way in ricordo del principale promotore del comitato.
Dal 6 giugno 2016 al 27 febbraio 2017 la linea è rimasta chiusa nel tratto a est di South Tottenham, inclusa la stazione di Walthamstow Queen's Road, per i lavori di elettrificazione della linea. È stato fornito un servizio temporaneo di autobus sostitutivi per la durata dei lavori.

## Strutture e impianti
La stazione ha due piattaforme, una per i treni in direzione ovest verso Gospel Oak e una per i treni in direzione est verso Barking.  La stazione non ha una biglietteria, ma solo macchine emettitrici automatiche. Ci sono due sale d'aspetto, una su ciascuna piattaforma. La stazione dispone di personale in servizio durante le ore di funzionamento e di un parcheggio coperto per biciclette. Le piattaforme sono accessibili a passeggeri con disabilità.
Walthamstow Queen's Road è situata nella Travelcard Zone 3.

## Servizi
La stazione è servita dalla linea Suffragette della London Overground, erogate da Arriva Rail London per conto di Transport for London.

## Interscambi
La stazione consente l'interscambio con Walthamstow Central, stazione della linea Victoria della metropolitana di Londra e stazione della diramazione di Chingford delle ferrovie della Valle del Lea, servita dalla London Overground. Le due stazioni distano circa 300 metri a piedi.
La stazione non è servita direttamente da linee di autobus, ma è possibile raggiungere a piedi l'autostazione di Walthamstow Central, ove effettuano numerose linee automobilistiche, gestite da London Buses.
- Fermata metropolitana (Walthamstow Central, linea Victoria)
- Stazione ferroviaria (Walthamstow Central, London Overground)
- Fermata autobus